# Max Koch
Max Koch, född 22 december 1855, död 19 december 1931, var en tysk litteraturhistoriker.
Koch har bland annat skrivit Geschichte der deutschen Literatur von 1600 bis zur Gegenwart (2 band 1897, 4:e upplagan 1918-20) och utgav tillsammans med Erich Petzet August von Platens Sämtliche Werke (12 band, 1910) samt en tysk bearbetning av Shakespeares skådespel (12 band, 1882-84). 1885-1909 redigerade han Studien zur vergleichenden Literatugeschichte.